# ペーター・シュールド・ヘルブランディー
ペーター・シュールド・ヘルブランディー (Pieter Sjoerds Gerbrandyborn、生誕時は Pieter Gerbrandij、1885年4月13日 – 1961年9月7日) は、オランダの政治家、法律家。ピーテル・シュールズ・ヘルプランディとも表記。
1940年9月3日から1945年6月25日までオランダの首相を務めた。ドイツ占領期に、ウィルヘルミナ女王のもとで、ロンドンのオランダ亡命政府を率いた。 反革命党 （キリスト教民主アピールの前身の一つ）のメンバー。

## 生い立ち
ヘルブランディーは1885年4月13日、オランダのフリースラント州、スネーク近くのGoëngaの村で産まれた。彼は民族的にはフリジア人であり、名前はその伝統的な形式で、ペーターが名、シュールドが父称、ヘルブランディーが姓である。なお、ヘルブランディーという姓も父称に由来し、1811年12月30日に、ペーターの高祖父である Jouke Gerbrens (1769–1840) がこれを姓として名乗るようになった。
ペーターは1904年にアムステルダム自由大学に進み、法学を専攻した。1911年1月に法学の博士号を取得し、同年から1920年まで弁護士および検事として活動した。

## 政治家として
ヘルブランディーは、1916年4月から1930年1月まで、スネーク市議会議員、1919年7月から1920年8月までフリースラント州議会議員、さらに1920年8月から1930年1月までフリースラントの地方行政委員 (en:Provincial executive)であった。
彼は1920年から1930年にかけて、反革命党 (ARP) 所属のフリースラント州議会議員であった。1939年、党の意向に反して法務大臣に就任した。

### 第二次世界大戦
1940年のオランダにおける戦いでドイツ軍が勝利を収めたため、オランダ王室及び戦争を主導していた政治家らはロンドンへ逃れ、亡命政権を建てた。ウィルヘルミナは同年にディルク・ヤン・デ・ヘールを罷免し、ヘルブランディーをオランダ亡命政府首相に任命した。法務大臣と植民地大臣も兼務した。

### 戦後
1945年にオランダ南部が解放された後、ヘルブランディーは新内閣を組織したが、全土の解放が果たされると辞任した。彼は政府のインドネシア政策に異を唱えた。1946年から1950年にかけて、「王国の結束を守るための国家委員会」の代表となり、インドネシアの独立に反対した。また、インドネシア共和国からの分離を試みた南モルッカを擁護した。
ヘルブランディーは1950年に「インドネシア」を出版した。これは17世紀から1948年に至るまでの、オランダとインドネシア及びオランダ領東インドとの関係、歴史について書かれたものである。「オランダ統治下の東インド」「法の支配」「日本の占領」「混沌」の各部においてヘルブランディーの見方が述べられている。
1948年、ヘルブランディーはオランダ議会に戻ったものの、激しい気性のため、他の反革命党メンバーとの関係は良好ではなかった。1956年にはen:Greet Hofmansを巡る事件の調査委員会のメンバーとなった。その3年後に議員を辞した。1961年9月7日、デン・ハーグにて76歳で死去。

## 私生活
1911年5月18日に Hendrina Elisabeth Sikkel (1886年2月26日 - 1980年5月4日) と結婚した 。

## 栄典
| Honours          |                                               |                |              |                                       |
| Ribbon bar       | 勲章                                          | 国             | 日           | 備考                                  |
|                  | 大十字章 of the Order of the Netherlands Lion | オランダ       | 1946年5月6日 | Elevated from Knight (28 August 1930) |
|                  | 大十字章 of the Order of Orange-Nassau        | オランダ       | 1955年4月5日 |                                       |
|                  | 大十字章 of the Order of Adolphe of Nassau    | ルクセンブルク |              |                                       |
|                  | 大十字章 of the 大英帝国勲章                  | イギリス       |              | [ 7 ]                                 |
| Honorific Titles |                                               |                |              |                                       |
| Ribbon bar       | 勲章                                          | 国             | 日           | 備考                                  |
|                  | Minister of State                             | オランダ       | 1955年4月5日 | Style of 閣下                         |